# Eupithecia columbiata
Eupithecia columbiata là một loài bướm đêm trong họ Geometridae.